# Lily Brayton
Elizabeth "Lily" Brayton (23 de junio de 1876- 30 de abril de 1953) fue una actriz inglesa, conocida por sus interpretaciones de obras de Shakespeare y por sus casi 2,000 actuaciones con el éxito musical de los años de la Primera Guerra Mundial Chu Chin Chow.

## Biografía

### Inicios
Brayton nació en Hindley, Lancashire, siendo su padre un médico de Lancashire.  Poco se conoce de sus años iniciales, pero su primera actuación en el escenario tuvo lugar en Mánchester en 1896, cuando formó parte del reparto de la obra de Shakespeare Ricardo II. Se unió a la compañía de Francis Robert Benson, casándose en junio de 1898 con el actor de la misma Oscar Asche.  Su hermana, Agnes Brayton (1878–1957), fue también miembro de la compañía. 
En 1900 fue elegida por Sir Herbert Beerbohm Tree para interpretar el papel de Mariamne en su producción Herod. En 1904 ella y Asche formaron su propia compañía teatral. En 1906 fue Iseult en la obra de Joseph Comyns Carr Tristram and Iseult, en el Teatro Adelphi Theatre, con Matheson Lang como Tristram y Asche como Rey Mark. Su hermana Agnes también participó en la obra. En 1907 Lily, como Katherine, y Agnes, como Bianca, actuaron en la versión de la Oxford University Dramatic Society de La fierecilla domada, con Gervais Rentoul en el papel de Petruchio.
En 1907 Brayton dirigió junto a su marido el Teatro Her Majesty de Londres, el cual era propiedad de Tree, en asociación con el cual produjeron varias obras de Shakespeare y de otros autores, incluyendo Attila, de Laurence Binyon.
En 1909-10, mientras Brayton y Asche viajaban por Australia, el músico australiano Wayne Jones compuso una pieza titulada "The Lily Brayton Valse". Volvieron a viajar por Australia en 1912-13 y también visitaron Sudáfrica al final de la gira, en 1913.  En 1914 ella actuó como Marsinah en el film mudo Kismet, basado en el musical del mismo nombre.

### Chu Chin Chowy últimos años
El éxito musical de Asche Chu Chin Chow se estrenó en Londres en 1916. Brayton interpretaba el primer papel femenino, Zahrat-al-Kulub. Chu Chin Chow se mantuvo hasta 1921, disfrutando de 2238 representaciones, algo sin precedentes, y de las cuales Brayton actuó en casi 2000.  
La mayoría de las actuaciones de Brayton, exceptuando Chu Chin Chow, fueron en obras de Shakespeare. También actuó varias temporadas en el Stratford Festival. Su última interpretación en la escena fue la de Portia en Julio César en 1932, dirigida por Asche. Asche y Brayton se separaron durante un tiempo en los años finales del primero, aunque ella produjo en 1928 la pieza de su marido llamada The Good Old Days of England.
Tras la muerte de Asche en 1936, Brayton se casó con Douglas Chalmers Watson y se mudó a Drem, en East Lothian, Escocia. Tras el fallecimiento de su segundo marido se trasladó a Dawlish, Devon, donde murió a los 76 años de edad.
Existen tres pinturas de Brayton en la National Portrait Gallery en Londres.

## Selección de las actuaciones de Brayton
- Herod as Mariamne (1900)
- Darling of the Gods as Yo-San (1904)
- Attila as Ildico (1907)
- Tristram & Iseult as Iseult (1906)
- Como gustéis, como Rosalind
- Chu Chin Chow, como Zahrat-al-Kulub (1916-1921)
- Hamlet, como Ofelia
- Kismet, como Marsinah (1914)
- Medida por medida, como Isabella
- Las alegres comadres de Windsor, como Mistress Ford
- El sueño de una noche de verano, como Helena
- La fierecilla domada, como Katherine (1904,1907,1908)
- Noche de reyes, como Viola
- Julio César, como Portia (1932)